# Sherbrooke

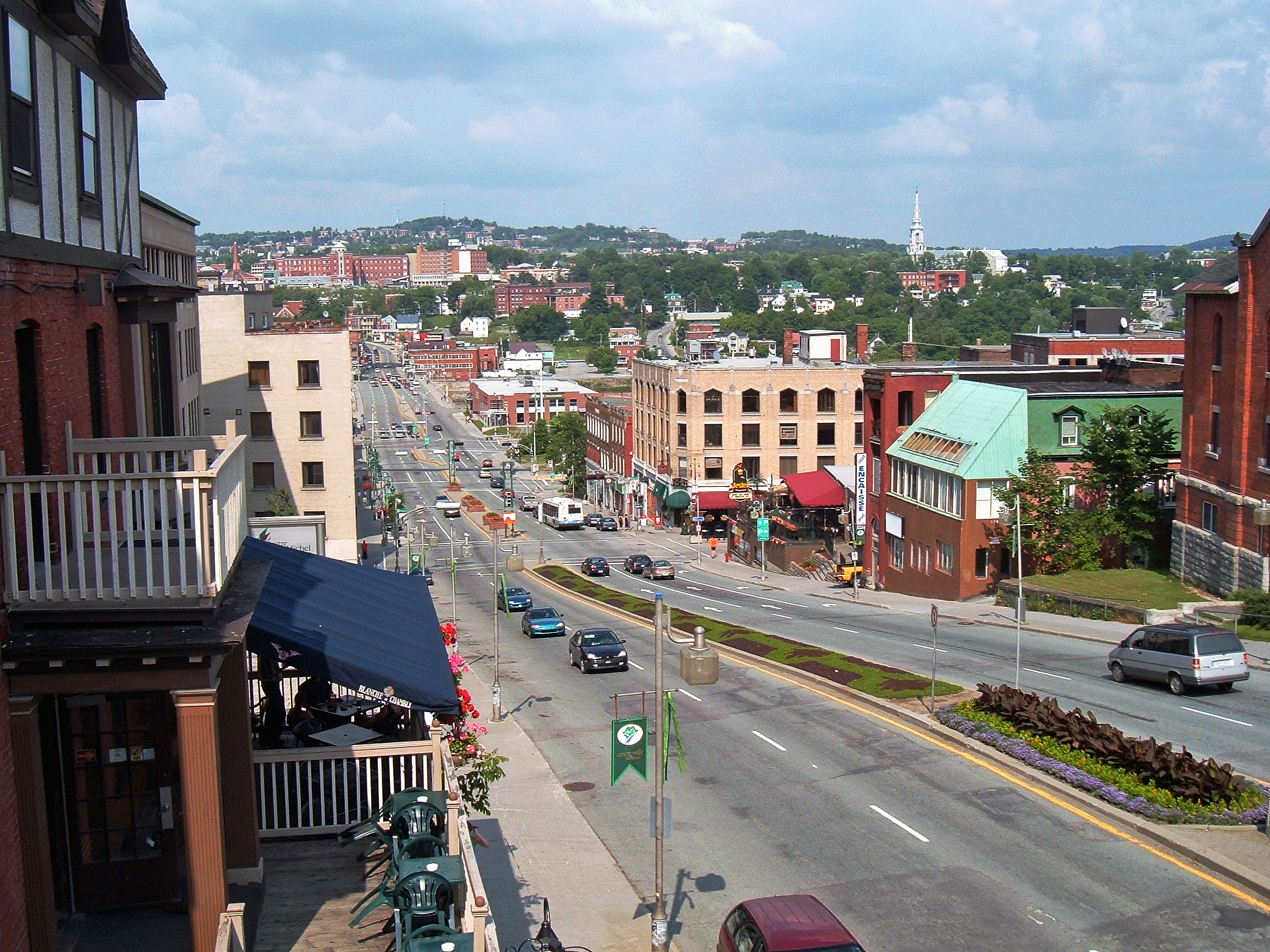
Rue King, centre de Sherbrooke.

Sherbrooke és una ciutat del Quebec, Canadà, capital de la regió administrativa d'Estrie, situada en la confluència dels rius Magog i Sant Francesc, tots dos tributaris del Riu Sant Llorenç. La ciutat té 147.427 habitants, sent la sisena ciutat en població de la província i és el centre d'una àrea metropolitana de 194.555 habitants, formada pels antics municipis d'Ascot, Bromptonville, Deauville, Fleurimont, Lennoxville, Rock Forest, Saint-Élie d'Orford i Sherbrooke. Sherbrooke és una fundació anglesa però actualment parlen francès el 91% dels seus habitants. Compta amb dues universitats a més de diversos centres culturals.
La regió de Sherbrooke és coneguda per les seves muntanyes i llacs. Cinc estacions d'esquí es troben aproximadament a una hora o menys, Owl's Head, Sutton, Bromont, Orford i Mountjoy. La muntanya Bellevue, de grandària reduïda en el centre de la ciutat, és un lloc on també es pot esquiar. Les muntanyes de Nova Anglaterra com Sugarloaf i Killington Peak, es troben a prop de la ciutat, a 50 minuts de la frontera amb els Estats Units.

## Toponímia
Originalment coneguda com a Hyatt's Mill (el molí de Hyatt), la ciutat porta el nom de Sir John Coape Sherbrooke (1764-1840), un militar que va ser tinent governador de Nova Escòcia (1812-1816) i Governador en Cap de l'Amèrica del Nord britànica (1816 a 1818).

## Geografia
Sherbrooke té una superfície total de 353,49 km² i és una de les 1.135 municipalitats en les quals està dividit administrativament el territori de la província del Quebec.

## Demografia
Segons el cens de 2011 hi havia 154.601 persones residint en aquesta ciutat amb una densitat poblacional de 437,4 hab./km². Les dades del cens van mostrar que de les 147.427 persones censades el 2006, el 2011 va haver-hi un augment poblacional de 717,664 habitants (4,9%). El nombre total d'immobles particulars va resultar de 75.880 amb una densitat de 214 immobles per km². El nombre total d'habitatges particulars que es trobaven ocupats per residents habituals va ser de 70.572.

## Transport
A la ciutat passen quatre autorutes, tres rutes nacionals i quatre rutes regionals. Posseeix servei de transport urbà i interurbà i un terminal localitzat en l'antiga estació de tren, en el centre de la ciutat.
Sherbrooke és un important nus ferroviari on operen tres línies: MMA (Mont-real, Maine i Atlàntic), SLQ (Sant Llorenç i Atlàntic) i Quebec Central.
La ciutat compta amb l'Aeroport de Sherbrooke.

## Història

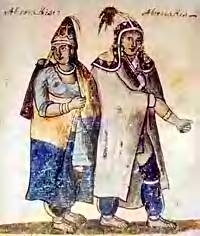
Parella d'Abenaki del.

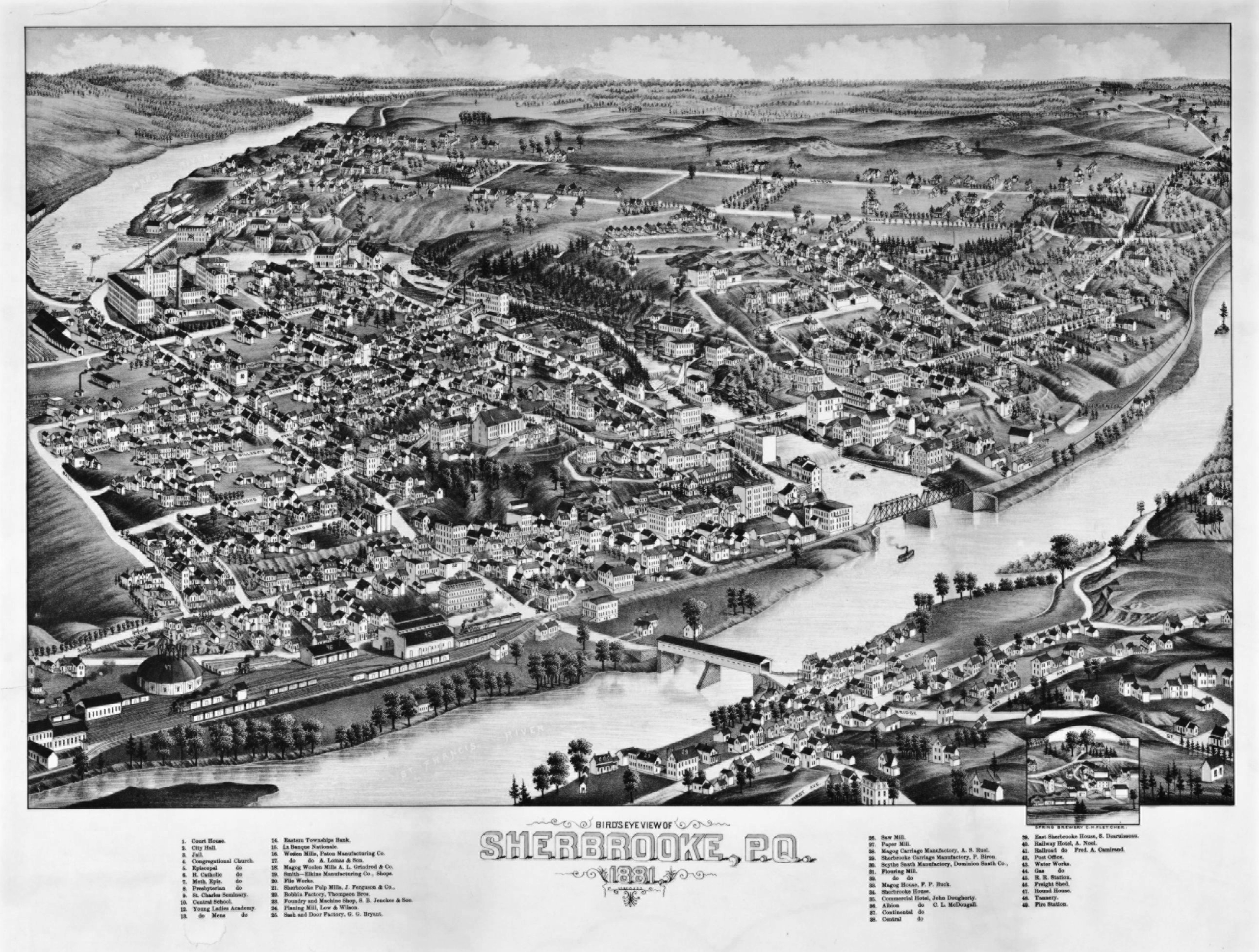
Vista de Sherbrooke el 1881.

Els primers pobladors amerindis van habitar la regió des de fa 8.000 anys. A Coaticook i Capleton s'han trobat alguns vestigis d'assentaments humans que daten de fa 4.500 anys.
A l'arribada de Samuel de Champlain el 1608 la zona està sotmesa sota el control dels Mohawk. A través dels missioners, els francesos van crear una aliança amb els Abenaki, situada a Maine i Vermont, però van ser expulsats a la vall del riu Sant Llorenç, a prop de Trois-Rivières, després de la victòria dels Mohawk en la guerra de 1660. Procurant obtenir el domini del territori, la zona on actualment es troba Sherbrooke es transforma en camp de batalla entre els dos pobles i de passatge per als qui havien de transitar per la regió.
Durant la Guerra dels Set Anys entre França i la Gran Bretanya, els Abenaki, sempre aliats amb els francesos, els guien a través dels rius dels Cantons de l'Est (Estrie), passant freqüentment pel lloc de Sherbrooke, durant les batudes angleses. Quan la pau es va signar el 1783 i aviat després del reconeixement de la independència dels Estats Units, la regió dels Cantons de l'Est torna a les mans dels Abekani per pocs anys, els qui practiquen des de fa segles la caça i la pesca. No obstant això, la Revolució Americana atreu els lleialistes a la regió i comencen a cobejar les terres i a obtenir concessions del govern.
El primer colon que s'estableix en el lloc de Sherbrooke és un francocanadenc de nom Jean-Baptiste Nolain, de qui es coneixen pocs detalls, tret que va arribar el 1779 per dedicar-se a l'agricultura.
Les primeres temptatives de colonització van començar el 1792 en la ribera del riu Sant Francesc. El lloc era conegut amb el nom de Cowan's Clearance. El 1793 el lleialista Hilbert Hyatt, originari de Schenectady, s'estableix no gaire lluny de la confluència del Massawippi i el Coaticook, abans que el governador del Baix Canadà adjudiqués oficialment les terres. En els dos anys següents, 18 famílies més arriben a habitar en el lloc. Finalment la corona reconeix la propietat de les terres a Hyatt el 1801, construint el primer dic en el riu Magog, en col·laboració amb un altre lleialista anomenat Jonathan Ball, que havien comprat la terra en la riba nord del riu. Llavors Hyatt construeix un molí de farina en la riba sud del riu, mentre que Ball va construir un aserrader en la costa nord. A causa de la construcció del molí, Hyatt dona origen el 1802 al petit llogaret que es va conèixer com a "Hyatt's Mill" (el molí de Hyatt) que es convertirà en la ciutat de Sherbrooke el 1818.
El 1832 Sherbrooke atreu la majoria de les activitats de la British American Land Company (BALC) i es comença a beneficiar de les seves inversions, injectant un important capital britànic a la regió. S'estableixen algunes activitats manufactureres que aprofiten l'energia hidràulica del riu Magog. Des de 1835 es comença a buscar suport governamental per establir una línia fèrria per Sherbrooke, però això només es fa realitat el 1852, a través de la línia que connecta les ciutats de Mont-real i Portland.
A partir de la segona meitat del segle xix es comencen a establir institucions acadèmiques que li van donar a la ciutat una orientació universitària.
El 2001 es fusionen els municipis d'Ascot, Bromptonville, Deauville, Fleurimont, Lennoxville, Rock Forest, Saint-Élie d'Orford i Sherbrooke per crear l'actual regió metropolitana administrativa de Sherbrooke.